# Músculos peroneos
Los músculos peroneos (también llamados músculos fibulares o peroneos o peronæus ) son un grupo de músculos de la pierna. Si bien el grupo de músculos existe en muchas variaciones, normalmente está compuesto por tres músculos: peroneo largo, brevis y tercio. Los músculos peroneos se originan en dos tercios inferiores de la superficie lateral del eje del peroné y los septos intermusculares anterior y posterior de la pierna. Se inserta en los metatarsianos. 
El peroneus longus y el brevis son mucho más similares entre sí que con el peroneus tercio. El longus y el brevis están ubicados en el compartimento lateral de la pierna, alimentados por la arteria fibular e inervados por el nervio fibular superficial, mientras que el tercio está ubicado en el compartimento anterior, alimentado por la arteria tibial anterior e inervado por el nervio fibular profundo.  
Los músculos del peroneo son muy variables y se han observado algunas variantes que están presentes ocasionalmente, como el peroneo digital mínimo y el peroneo cuarto. El peroneo cuarto está estrechamente asociado con los tendones del músculo extensor largo de los dedos, y puede enviar un pequeño tendón al quinto dígito.

## Imágenes adicionales

Músculos del peroneo vistos desde abajo. Animación.
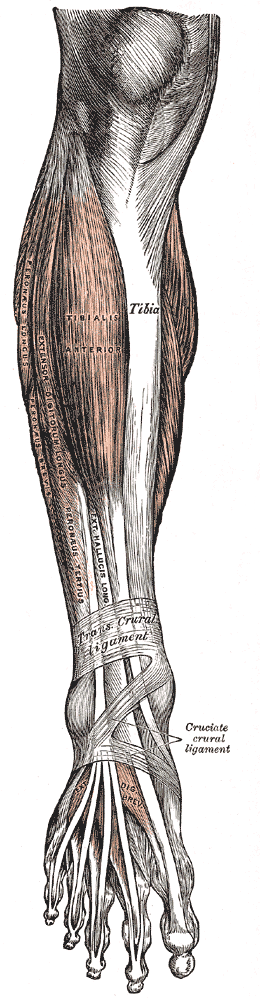
Músculos del peroneo etiquetados en el centro a la izquierda